# W (группа)
W («Дабл Ю») — японский вокальный поп-дуэт. Состоял из участниц девичьей идол-группы Morning Musume — Ай Каго и Нодзоми Цудзи.
Их дебютным синглом стал кавер на песню «Каникулы любви» группы The Peanuts. Он вышел в 2004 году и дебютировал на 10 месте чарта японской компании «Орикон».
Если их первый альбом Duo U&U (2004) состоял целиком из перепевок старых песен японских поп-исполнителей, то потом Цунку стал писать для них новые вещи.
В начале 2006 года, незадолго до намеченного выпуска третьего альбома дуэта, фотографии Ай Каго курящей в ресторане были напечатаны в японском журнале Friday. После этого Hello! Project отстранил её от работы, она находилась дома (под домашним арестом). (Причём, когда она была ещё на испытательном сроке, её поймали за курением второй раз). В конце января 2007 года, приблизительно через год после скандала с фотографиями в журнале Friday, она вернулась в Токио, «Хелло-Проектом» планировался её камбэк. Но в конце марта разразился новый скандал: был опубликован репортаж, где её поймали отправлявшейся на выходных на горячие источники (онсэн) с мужчиной на 18 лет старше, также она опять курила. После этого Hello! Project разорвал с ней контракт.

## Дискография

### Синглы
| № | Название                                       | Дата выхода | Чарты   | Альбом       |
| № | Название                                       | Дата выхода | JP      | Альбом       |
| - | ---------------------------------------------- | ----------- | ------- | ------------ |
| 1 | «Koi no Vacance» (яп. 恋のバカンス)            | 19 мая 2004 | 10      | Duo U&U      |
| 2 | «Aa Ii na!» (яп. あぁ いいな!)                 | 18 авг 2004 | 7       | 2nd W        |
| 3 | «Robokiss» (яп. ロボキッス)                    | 14 окт 2004 | 5       | 2nd W        |
| 4 | «Koi no Fuga» (яп. 恋のフーガ)                 | 9 фев 2005  | 12      | 2nd W        |
| 5 | «Ai no Imi o Oshiete!» (яп. 愛の意味を教えて!) | 18 мая 2005 | 11      | W3: Faithful |
| 6 | «Miss Love Tantei» (яп. Ｍｉｓｓラブ探偵)      | 7 сен 2005  | 13      | W3: Faithful |
| 7 | «Dou ni mo Tomaranai» (яп. どうにもとまらない) | отменён     | отменён | W3: Faithful |

### Альбомы
| № | Альбом                                                            | Чарты |
| № | Альбом                                                            | JP    |
| - | ----------------------------------------------------------------- | ----- |
| 1 | Duo U&U (яп. デュオU&U) - Выпущен: 2 июня 2004 - Лейбл: Zetima    | 4     |
| 2 | 2nd W - Выпущен: 2 марта 2005 - Лейбл: Zetima                     | 11    |
| 3 | W3: Faithful (яп. W3:faithful) - Выпущен: отменён - Лейбл: Zetima |       |